# 心智理論
心智理論（英語：Theory of Mind，縮寫為ToM），心理學術語，是一種能夠理解自己以及周圍人類的心理狀態的能力，這些心理狀態包括情緒、信仰、意圖、欲望、假裝與知識等。自閉症通常被認為是缺乏心智理論的能力所造成，各種疾病如注意力不足過動症、思覺失調、阿茲海默症、酒精成癮、藥物成癮等也可能傷害這個能力。這個理論源自於哲學，進入心理學領域後，慢慢成為發展心理學、認知心理學、神經心理學、精神病理學的研究重心之一。
心智理論這個能力通常被認為是人類特有的。但除了人類之外，包括多種靈長類動物，如黑猩猩、侏儒黑猩猩、紅毛猩猩等，以及大象、海豚、馬、貓、狗等，都被認為可能初步具備簡單的心智理論能力，只是這在學者間仍有爭議。

## 定義
心智理論被稱為是一種理論，是因為至今我們仍無法直接觀察到心智。心智理論假設人類先天就能夠以類推方式，假定其他人擁有與自己類似的心智，並根據這個假設來觀察周圍，作出合乎社會期望的反應與行動。
心智理論大部份發生在潛意識中，人類能夠創造出龐大的社會組織，與擁有心智理論的能力有直接關連。科學家通常以意向性（intentionality）來作為心智理論的度量標準。大部份哺乳類動物，可以表現出自身的想法、信念與意向，這稱為一級意向 （First-order，意指從第一身人稱（自身）表達自己的想法、信念與意向）。擁有二級意向的物種，可以揣測其他個體的意向，稱為二級意向（Second-order）。這是心智理論的基本能力，例如小孩有能力明白另一個人對自己的看法或同等能力。幾乎大多數健康人類都擁有這個能力，部分靈長動物，如黑猩猩，也擁有一至二級意向。揣測某人對第三者的想法，稱為三級意向 （Third-order），舉例來說：「我覺得喬治認為小李想吃他的香蕉」，這就屬於三級意向，人類正常社交活動中經常使用這個能力。如此遞迴式增長，創作文學作品需要擁有至少四級意向的能力，根據實驗，某些人可以擁有六級至七級意向。